# James Mitchell (actor)
James Mitchell (29 de febrero de 1920 - 22 de enero de 2010) fue un actor teatral, cinematográfico y televisivo, así como bailarín, de nacionalidad estadounidense. Aunque es más conocido por el público televisivo por su papel de Palmer Cortlandt en la serie All My Children (1979–2010), los historiadores le recuerdan como uno de los principales bailarines de Agnes de Mille. La capacidad de Mitchell para combinar el baile y la interpretación era considerada en su momento como una novedad, y en 1959 la crítica Olga Maynard afirmaba de él que era «un importante ejemplo del nuevo bailarín-actor-cantante del ballet americano», destacando su habilidad interpretativa y su «masculina» técnica.

## Primeros años
Nacido en Sacramento, California, sus padres emigraron de Inglaterra al Norte de California, dirigiendo una granja frutícola en Turlock. En 1923, la madre de Mitchell, Edith, dejó a su padre y volvió a Inglaterra con el hermano y la hermana de Mitchell, perdiendo desde entonces todo el contacto con su hijo. Incapaz de dirigir la granja a la vez que cuidaba de su hijo, el padre de Mitchell hizo que se encargaran de su crianza los artistas de vodevil Gene y Katherine King. Tras fallecer la madre de Mitchell, sin embargo, su padre volvió a casarse y trajo de vuelta a sus hijos, aunque no a su hija, a Turlock. A los diecisiete años de edad, Mitchell dejó Turlock para ir a vivir a Los Ángeles cerca de los King.

## Carrera teatral y cinematográfica
Mientras estudiaba arte dramático en el Los Angeles City College, Mitchell se inició en el baile moderno gracias al afamado profesor y coreógrafo Lester Horton. Tras su graduación, ingresó en la compañía de Horton, permaneciendo en la misma casi cuatro años. Trabajando con Horton hizo amistad con la bailarina Bella Lewitzky, dirigiendo en los años 1970 la fundación de danza que ella poseía. En 1944, Horton llevó a Mitchell a Nueva York para formar una nueva compañía de baile, pero la empresa finalizó sin éxito.
El fallo de la empresa de Horton supuso un cambio de rumbo de la carrera de Mitchell, pues al buscar trabajo como actor o bailarín en Nueva York, pasó con éxito una prueba para Agnes De Mille, que estaba coreografiando su primer musical desde Oklahoma!. Mitchell, que no había estudiado ballet hasta pasados los veinte años de edad, se encontró perdido cuando hubo de hacer la combinación de ballet de De Mille. A pesar de todo, De Mille le ofreció un trabajo doble, el de primer bailarín y el de ayudante de coreografía. Ante la opción de viajar en gira con Helen Hayes y bailar para De Mille, él eligió a esta última. Con Bloomer Girl (1944) inició una importante colaboración artística con De Mille, que duró desde 1944 hasta 1969 y que comprendía obras teatrales, cine, televisión, y conciertos. 
Además de De Mille, Mitchell también trabajó en compañía de artistas como Gower Champion, Eugene Loring y Jerome Robbins.
Mitchell actuó de modo sostenido en el teatro, interpretando obras dramáticas y musicales hasta finales de los años 1970. Entre sus obras destacadas en el circuito de Broadway figuran Carousel, First Impressions, y El vicario. Fuera de Broadway actuó en Winkelberg, La ópera de los tres centavos, Livin' the Life, y El padre. También interpretó Historia del soldado en la New York City Opera, e hizo giras con The Rainmaker (con su futura coprotagonista en All My Children, Frances Heflin), El rey y yo, Funny Girl, y La ópera de los tres centavos.
Como actor cinematográfico, Mitchell sólo tuvo un éxito moderado. A principios de los años 1940 fue bailarín y trabajó como extra en diferentes musicales y westerns de bajo presupuesto. Gracias a su trabajo en Brigadoon fue descubierto por el productor Michael Curtiz, siendo contratado por Warner Brothers. Curtiz quería que Mitchell trabajara en una película junto a Doris Day, aunque el proyecto no llegó a término. Tras varios meses, Mitchell finalmente rodó dos filmes para Warner Brothers, uno de ellos el dirigido por Raoul Walsh Juntos hasta la muerte, antes de pasar con Curtiz a los estudios Metro-Goldwyn-Mayer. En MGM hizo papeles de reparto en seis películas entre 1949 y 1955, destacando la cinta de Anthony Mann Border Incident, la de Jacques Tourneur Stars in My Crown, y la de Vincente Minnelli The Band Wagon Sin embargo, tras el fracaso del film The Prodigal (1955), no volvió a actuar para el estudio. La carrera cinematográfica de Mitchell finalizó abruptamente después de protagonizar el western The Peacemaker (1956). Pasaron dos décadas antes de que volviera a actuar en el cine en la que sería su última película, The Turning Point (1977). 
Además de actuar, Mitchell ocasionalmente trabajó como coreógrafo, particularmente a finales de los años 1960 y 1970. Además, llevó a escena musicales en el Paper Mill Playhouse, el Mark Taper Forum, y en The Muny, entre otros teatros. En 1956, él y Katherine Litz codirigieron The Enchanted para el American Ballet Theatre.

## Carrera televisiva
Mitchell estuvo mucho más activo como artista televisivo, especialmente a finales de los años 1950 e inicios de los 1960. Además de trabajar regularmente como bailarín, hizo papeles dramáticos en diferentes telefilmes y series, tales como Play of the Week, Gruen Guild Playhouse, y Armstrong Circle Theatre. En 1964 hizo su primer papel en un serial televisivo, The Edge of Night, en 1966 actuó en un episodio del drama de espionaje Blue Light, y a continuación obtuvo la interpretación del personaje masculino principal a lo largo de todas las emisiones de la soap opera Where the Heart Is (1969–73).
Sin embargo, tras el fracaso de Mack & Mabel en 1974, la carrera interpretativa de Mitchell estuvo a punto de llegar a su fin. En esa época consiguió un BA en el Empire State College y un Máster en Bellas Artes en el Goddard College, y dio clases de movimiento para actores en la Escuela Juilliard, la Universidad Yale, y la Universidad Drake. Tras unos años sin apenas actuar (aunque había sido artista invitado en Lou Grant y en Los ángeles de Charlie) en 1979 fue contratado para hacer su papel más conocido, el del millonario Cortlandt en la serie de la ABC All My Children. Aunque su contrato estaba pensado para un año, su última actuación tuvo lugar en septiembre de 2008, retirándose al siguiente año.

## Vida personal
Durante 39 años, Mitchell tuvo un compañero sentimental, el diseñador de vestuario ganador de un Premio Oscar Albert Wolsky.
James Mitchell falleció el 22 de enero de 2010 en Los Ángeles, California, unas semanas antes de cumplir los noventa años de edad. Su muerte fue debida a una enfermedad pulmonar obstructiva crónica complicada con una neumonía.

## Premios y nominaciones
- Premio Theatre World, 1947: Brigadoon
- Premio Donaldson:
  - Al mejor bailarín del año, 1947: Brigadoon
  - Nominado al mejor bailarín del año, 1946: Billion Dollar Baby (tercer lugar)
  - Nominado al mejor bailarín del año, 1951: Paint Your Wagon (segundo lugar)
- Doctorado Honorario en Bellas Artes, 1985, Universidad de Drake
- Nominado a los Premios Daytime Emmy en 1980, 1981, 1982, 1983, 1984, 1985 y 1989 por All My Children

## Filmografía

### Cine (íntegra)
- 1942 : Moonlight in Havana, de Anthony Mann
- 1942 : Valley of Hunted Men, de John English
- 1943 : Rhythm on the Islands, de Roy William Neill
- 1943 : White Savage, de Arthur Lubin
- 1943 : Coney Island, de Walter Lang
- 1943 : Bordertown Gun Fighters, de Howard Bretherton
- 1943 : El fantasma de la ópera, de Arthur Lubin
- 1944 : Stagecoach to Monterey, de Lesley Selander
- 1946 : California Gold Rush, de R. G. Springsteen
- 1949 : The House across the Street, de Richard L. Bare
- 1949 : Border Incident, de Anthony Mann
- 1949 : Juntos hasta la muerte, de Raoul Walsh
- 1950 : Devil's Doorway, de Anthony Mann
- 1950 : The Toast of New Orleans, de Norman Taurog
- 1950 : Stars in My Crown, de Jacques Tourneur
- 1953 : The Band Wagon, de Vincente Minnelli
- 1954 : Deep in my Heart, de Stanley Donen
- 1955 : The Prodigal, de Richard Thorpe
- 1955 : Oklahoma!, de Fred Zinnemann
- 1956 : The Peacemaker, de Ted Post
- 1961 : A Touch of Magic, de Victor Solow
- 1969 : Slogan, de Pierre Grimblat
- 1977 : The Turning Point, de Herbert Ross

### Televisión (selección)
- 1960 : Rashomon, de Sidney Lumet
- 1964 : Bitter Weird, de Eric Till
- 1975 : The Silence, de Joseph Hardy
- 1978 : Los ángeles de Charlie, temporada 2, episodio 23 ("Little Angels of the Night")
- 1979 : Women at West Point, de Vincent Sherman
- 1979 : Lou Grant, temporada 2, episodio 20 ("Convention"), de Charles S. Dubin
- 1979-2010 : All my Children, 330 episodios
- 2005 : Home and Away, episodio 707

## Teatro (selección)

### Broadway
- 1944-1946 : Bloomer Girl, música de Harold Arlen, escenografía de Yip Harburg, libreto de Sig Herzig y Fred Saidy, coreografía de Agnes de Mille, con Celeste Holm y Dooley Wilson
- 1945-1946 : Billion Dollar Baby, música de Morton Gould, letra y libreto de Betty Comden y Adolph Green, escenografía de George Abbott, coreografía de Jerome Robbins, con Mitzi Green
- 1947-1948 : Brigadoon, música de Frederick Loewe, letras y libreto de Alan Jay Lerner, coreografía de Agnes de Mille, con Pamela Britton
- 1951-1952 : Paint your Wagon, música de Frederick Loewe, letras y libreto de Alan Jay Lerner, escenografía de Daniel Mann, coreografía de Agnes de Mille
- 1957 : Livin' the Life, música de Jack Urbont, letras de Bruce Geller, libreto de Dale Wasserman y Bruce Geller, a partir de Mark Twain
- 1957 : Carousel, música de Richard Rodgers, letras y libreto de Oscar Hammerstein II, a partir de la obra Liliom, de Ferenc Molnár, coreografía de Agnes de Mille, con Barbara Cook, Howard Keel y Victor Moore
- 1958 : Winkelberg, de Ben Hecht, con Robert Earl Jones
- 1959 : First Impressions, música de Bo Goldman, letras de Glenn Paxton, libreto de Abe Burrows, a partir de Pride and Prejudice, de Jane Austen, adaptación de Helen Jerome, con Polly Bergen, Farley Granger y Hermione Gingold
- 1961-1963 : Carnival !, música y letras de Bob Merrill, libreto de Michael Stewart, escenografía y coreografía de Gower Champion, con Jerry Orbach
- 1964 : El vicario, adaptación de Jerome Rothenberg de la obra de Rolf Hochhuth, escenografía de Herman Shumlin, con Emlyn Williams y Ian Wolfe
- 1969 : Come Summer, música de David Baker, letras y libreto de Will Holt, escenografía de Agnes de Mille, con Margaret Hamilton
- 1973 : El padre, de August Strindberg
- 1974 : Mack & Mabel, música y letras de Jerry Herman, libreto de Michael Stewart, escenografía y coreografía de Gower Champion, con Bernadette Peters y Robert Preston

### Ballets
- 1950-1951 : Rodeo, música de Aaron Copland, coreografía de Agnes de Mille
- 1955 : Fall River Legend, música de Morton Gould, coreografía de Agnes de Mille
- 1956 : Rib of Eve, música de Morton Gould, coreografía de Agnes de Mille